# عبد الله سهيل
عبد الله سهيل  (22 يناير 1979 - ) هو لاعب كرة قدم إماراتي.

## مسيرة اللاعب
لعب سابقاً في نادي الشارقة ونادي الشباب ونادي الأهلي ومنتخب الإمارات.

## الحياة الشخصية
هو والد كل من اللاعبين حارب عبد الله وراشد عبد الله.

## روابط خارجية
- عبد الله سهيل على موقع ناشيونال فوتبول تيمز (الإنجليزية)